# Geophaps
Geophaps är ett släkte med fåglar i familjen duvor inom ordningen duvfåglar. Släktet omfattar tre arter som alla förekommer enbart i Australien:
- Spinifexduva (G. plumifera)
- Eukalyptusduva (G. scripta)
- Rapphöneduva (G. smithii)